# Concierto para piano n.º 20 (Mozart)
El Concierto para piano y orquesta n.º 20 en re menor, K. 466, del compositor austriaco Wolfgang Amadeus Mozart, está fechado en Viena el 10 de febrero de 1785 y estrenado en esa misma ciudad al día siguiente.

## Instrumentación
La instrumentación incluye los efectivos habituales de la época destacando la utilización de timbales (afinados en tónica-dominante) que unido a la tonalidad menor de la obra le confieren un marcado dramatismo. El violonchelo y el contrabajo comparten el mismo pentagrama, sonando este último una octava inferior.
- Flauta.
- 2 oboes.
- 2 fagotes.
- 2 trompas (en re).
- 2 trompetas (en re).
- Timbales (en re - la).
- Pianoforte
- Violines I.
- Violines II.
- Viola.
- Violonchelo y contrabajo.

## Estilo y recepción
En cierta medida se puede considerar que este concierto, el más dramático de la producción mozartiana, precede y desarrolla aspectos musicales y estéticos que posteriormente estarán presentes en la ópera Don Giovanni.
Está escrito en la misma tonalidad que otras piezas sobresalientes de la obra mozartiana, como el Réquiem o la ópera Don Giovanni, en re menor.
Pocos días después de su estreno, Leopold Mozart, su padre, visitó Viena y le escribió a Nannerl sobre el reciente éxito de su hermano: 
[He escuchado] un nuevo concierto para piano, excelente, de Wolfgang. El copista todavía trabajaba en él cuando llegamos, y tu hermano no tuvo tiempo para ensayar el rondó porque tenía que supervisar el copiado.
Ludwig van Beethoven admiraba este concierto y lo mantenía en su repertorio cuando joven. Escribió varias cadenzas, algo que también haría Johannes Brahms. Actualmente se suelen utilizar con frecuencia las cadenzas de Beethoven, mientras que otros intérpretes prefieren hacer improvisaciones sobre éstas o las de Brahms.

## Estructura
Los tres movimientos (partes) del concierto llevan las siguientes indicaciones de tempo:
- Allegro (rápido).
- Romanza (lento).
- Rondó: Allegro assai (muy rápido).

Es interesante señalar que el tercer y último movimiento recibe el nombre de Rondó por cuanto esa es su forma musical, por su parte, el Allegro assai se infiere del contexto. Ninguna de estas dos indicaciones aparece en el autógrafo de Mozart. Por el contrario, el Allegro y la Romanza del primer y segundo movimiento respectivamente, sí están indicados por el propio Mozart.

### Allegro
Está compuesto en forma sonata, Comienza con las cuerdas (I y II violines, violas, violonchelos y contrabajos) introduciendo un tema lento en menor, a los 10 segundos se añaden los vientos y en el segundo 20 suenan los timbales; después las cuerdas añaden un segundo tema, junto con los oboes y el fagot; al cabo de 2 minutos se añade el piano con su propio tema. El desarrollo de este movimiento sigue con variaciones de los temas introducidos y termina con la orquesta repitiendo los iniciales.

### Romanza
El Segundo movimiento, la Romanza, es un rondó formado por cinco partes  con la forma ABACA y una coda. Comienza con un solo de piano que toca una melodía encantadora con acompañamiento de la orquesta en la tonalidad principal. Dicha melodía trata de transmitir sosiego, paz, y su juego con la orquesta ha inspirado el título de "Romanza". Justo a mitad del movimiento, encontramos que la paz de la melodía es sustituida por un tema agitado en la menor relativa (sol menor), contrastando con el espíritu que se había instalado en el movimiento. Pero, de nuevo, regresa la melodía tranquila a medida que nos acercamos al final del movimiento, que será finalizado con un arpegio ascendente, ligero y delicado, tocado casi como un murmullo.

### Allegro assai
El rondó final comienza con unas notas del piano solo que serán respondidas inmediatamente de un modo furioso por la sección orquestal. Aparece una segunda melodía en una sucesión inquieta de notas que generan un ambiente oscuro. Contrasta este ambiente con el carácter alegre de la melodía en Fa mayor. A continuación, el tema se va desarrollando por distintas modulaciones hasta llegar a una breve repetición de retorno que prepara la cadencia del piano, que a su vez dará paso a la parte final, donde la melodía, brillante y feliz, se desarrolla en los vientos, es retomada por el piano y da paso a un tutti orquestal jubiloso.